# Llista de països sense forces armades

Països sense forces armades regulars
Sense forces militars de cap mena
Sense exèrcit permanent, però que tenen forces militars limitades

Aquesta és una llista de països que no tenen forces armades. El terme "país" s'usa en el sentit d'estat independent, de manera que només s'aplica als estats sobirans i no de dependències (per exemple, Guam, Illes Marianes del Nord, Bermudes), la defensa de les quals és responsabilitat d'un altre país o d'una alternativa a l'exèrcit. El terme "forces armades" es refereix a qualsevol tipus de defensa patrocinada pel govern i utilitzada per promoure les polítiques nacionals i estrangeres dels seus respectius governs. Alguns dels països que s'esmenten, com Islàndia i Mònaco, no tenen exèrcits, però encara tenen un no-policia força militar.
En general, molts dels 21 països que figuren en aquesta llista han tingut un acord de llarga data amb un ex-país ocupant, un exemple és l'acord entre Mònaco i França, que ha existit durant almenys 300 anys. Amb el Tractat de Lliure Associació de les nacions de les Illes Marshall, els Estats Federats de Micronèsia i República de Palau, amb els Estats Units, aquests no tenen veu en els assumptes de defensa dels seus respectius països, i tenen poc a dir en les relacions internacionals. Per exemple, quan els Estats Federats de Micronèsia van negociar un acord de defensa amb els Estats Units, ho van fer des d'una posició de debilitat, ja que s'havia tornat l'ajuda nord-americana. Andorra pot sol·licitar ajuda defensiva, si cal, a Espanya o a França mentre que Islàndia tenia un acord exclusiu amb els Estats Units que va durar fins al 2006, el que els obligava a proporcionar defensa a Islàndia quan fos necessari.
La resta de països són responsables de la seva pròpia defensa, i funcionen o bé sense cap mena de forces armades, o amb unes forces armades limitades. Alguns dels països, com Costa Rica, Haití i Grenada, es va sotmetre a un procés de desmilitarització. Altres països es van formar sense forces armades, com Samoa fa 50 anys, la raó principal és que ells estaven, o segueixen estant, sota la protecció d'un altre país des de la seva independència. Tots els països d'aquesta llista es consideren que està en una situació de "no militarització".
Japó no està inclòs en aquesta llista, ja que, si bé el país no pot tenir oficialment un exèrcit d'acord amb la seva constitució, té les Forces d'Autodefensa del Japó que són una força militar que només s'utilitzen per les missions de manteniment de la pau quan es desplega fora del Japó.

## Països sense forces armades
| País                           | Comentaris | Ref(s)                             |
| ------------------------------ | --- | ---------------------------------- |
| Andorra                        | Andorra no té exèrcit però va signar tractats amb Espanya i França per a la seva protecció. Té un petit exèrcit voluntari que té una funció purament cerimonial. El GIPA (entrenats en la lluita contra el terrorisme i la gestió dels ostatges) és part de la Cos de Policia d'Andorra. | [ 21 ] [ 22 ]                      |
| Costa Rica                     | La constitució va prohibir l'existència d'un exèrcit ja en el 1949. Té un cos de seguretat pública, la funció inclou l'aplicació de la llei i la seguretat interna. Per això, Costa Rica és la seu de la Cort Interamericana de Drets Humans i també la Universitat per la Pau de les Nacions Unides. | [ 16 ] [ 23 ]                      |
| Grenada                        | No ha tingut un exèrcit permanent des de 1983 a causa d'una invasió encapçalada pels Estats Units. La Policia Reial de Grenada manté una unitat de servei especial paramilitar per a fins de seguretat interna. La defensa és responsabilitat del Sistema de Seguretat Regional. | [ 14 ]                             |
| Kiribati                       | En virtut de la Constitució, l'única força permesa és la policia, que inclou una Unitat de Vigilància Marítima de seguretat interna. La vigilància marítima està equipat amb armes de petit calibre, i manté una vaixell patrulla, el Teanoai. L'assistència en defensa és proporcionada per Austràlia i Nova Zelanda en virtut d'un acord informal entre els tres països. | [ 24 ] [ 25 ] [ 26 ]               |
| Liechtenstein                  | Va suprimit el seu exèrcit en 1868, ja que es va considerar massa costós. L'exèrcit només està permes en temps de guerra, però aquesta situació no ha passat. No obstant això, el país manté una força policial i un equip SWAT, equipat amb armes lleugeres per dur a terme les tasques internes de seguretat. | [ 27 ] [ 28 ]                      |
| Illes Marshall                 | Des de la fundació del país, l'única força permesa és la policia, que inclou una Unitat de Vigilància Marítima de la seguretat interna. La vigilància marítima està equipat amb armes de petit calibre, i manté un vaixell patrulla, el Lomor. En el marc del Conveni de Lliure Associació, la defensa és responsabilitat dels Estats Units. | [ 6 ] [ 29 ] [ 30 ]                |
| Federated States of Micronesia | Des de la fundació del país, l'única força permesa és la policia, que inclou una Unitat de Vigilància Marítima de la seguretat interna. La vigilància marítima està equipat amb armes de petit calibre, i manté un vaixell patrulla, el Independence. En el marc del Conveni de Lliure Associació, la defensa és responsabilitat dels Estats Units. | [ 7 ] [ 31 ] [ 32 ]                |
| Nauru                          | Austràlia és responsable de la defensa de Nauru en virtut d'un acord informal entre els dos països. No obstant això, té una armada força policial relativament gran, i una força de policia auxiliar per a la seguretat interna. | [ 33 ] [ 34 ] [ 35 ] [ 36 ] [ 37 ] |
| República de Palau             | Des de la fundació del país, l'única força permesa és la policia, que inclou una Unitat de Vigilància Marítima de la seguretat interna. La vigilància marítima està equipat amb armes de petit calibre, i manté un vaixell patrulla amb 30 homes, el President H.I. Remeliik. En el marc del Conveni de Lliure Associació, la defensa és responsabilitat dels Estats Units. | [ 8 ] [ 38 ] [ 39 ]                |
| Saint Lucia                    | La Policia Real de Santa Lucia manté dues petites forces paramilitars que consisteixen en 116 homes i dones, la Unitat de Serveis Especials i el Servei de Guardacostes, ambdues unitats són responsables de la seguretat interior. La defensa és responsabilitat del Sistema de Seguretat Regional. | [ 14 ] [ 40 ] [ 41 ]               |
| Saint Vincent i les Grenadines | Les Forces de Policia Reial de Saint Vincent i de les Grenadines són dues petites forces paramilitars que consisteixen en 94 homes i dones, anomenades la Unitat de Servei Especial, i el Servei de Guardacostes, ambdues unitats són responsables de protegir la seguretat interior. Tots els comandants del guardacostes, amb l'excepció del tinent comandant David Robin han estat oficials de la marina de guerra reial. La defensa és la responsabilitat del Sistema de Seguretat Regional.                                             | [ 14 ] [ 42 ] [ 43 ]               |
| Samoa                          | Des de la fundació del país, no ha estat format cap militar, però, hi ha una petita força de policia, i una Unitat de Vigilància Marítima per a la seguretat interna. La Unitat de Vigilància Marítima està equipat amb armes de petit calibre, i manté un vaixell patrulla, el Nafanua. D'acord amb un Tractat d'Amistat 1962, Nova Zelanda és responsable de la defensa. | [ 44 ] [ 45 ] [ 46 ]               |
| Salomó                         | Va mantenir una força paramilitar fins que un fort conflicte ètnic, en què Austràlia, Nova Zelanda i altres països del Pacífic (RAMSI) va intervenir per restaurar la llei i l'ordre. Des de llavors, no hi ha cap força militar, però, hi ha força policial relativament gran, i una Unitat de Vigilància Marítima per a la seguretat interna. La Unitat de Vigilància Marítima està equipada amb armes lleugeres, i manté dues llanxes patrulleres, la Auki i la Lata. La defensa i l'assistència policial és responsabilitat de la RAMSI. |                                    |
| Tuvalu                         | Des de la fundació del país, no hi ha cap força militar, però hi ha una petita força de policia, i una Unitat de Vigilància Marítima per a la seguretat interna. La Unitat de Vigilància Marítima està equipada amb armes de petit calibre, i manté un vaixell patrulla, el Te Mataili. | [ 51 ] [ 52 ] [ 52 ]               |

| País              | Comentaris | Ref(s)                             |
| ----------------- | --- | ---------------------------------- |
| Haití             | L'exèrcit haitià va ser dissolt el juny de 1995, però els rebels han exigit el seu restabliment. La potent Policia Nacional amb 9.000 efectius manté algunes unitats paramilitars i un comissariat de guardacostes, aquestes unitats es consideren que són més gran del que el que cal, considerant els exèrcits molt més petits d'alguns dels països veïns. L'abril de 2012, el president haitià Michel Martelly va demanar el restabliment de l'Exèrcit, que considerava necessari per a l'estabilitat d'Haití. | [ 53 ] [ 54 ] [ 55 ]               |
| Islàndia          | No ha tingut un exèrcit permanent des de 1869, però és un membre actiu de l'OTAN. Hi va haver un acord de defensa amb els Estats Units, que va mantenir una Força de Defensa d'Islàndia i una base militar al país des de 1951 fins a 2006. No obstant això, els EUA va anunciar que seguirien vetllant per la defensa d'Islàndia, però sense basar permanentment forces al país, així l'Estació Aèria Naval de Keflavik es va tancar a finals de 2006, després de 55 anys. Tot i que Islàndia no té un exèrcit permanent, encara manté una força militar expedicionaria de manteniment de la pau, un sistema de defensa aèria, una extensa guàrdia militaritzada de la costa, un servei de policia i una força policial tàctica. També hi ha acords sobre les operacions militars i de seguretat amb Noruega, Dinamarca i altres països de l'OTAN. | [ 11 ] [ 56 ] [ 57 ] [ 58 ] [ 59 ] |
| Maurici           | Maurici no ha tingut un exèrcit permanent, des de 1968. Tots els militars, la policia i les funcions de seguretat es duen a terme a 10.000 persones en servei actiu sota el comandament del cap de la Policia. Els 8.000 membres de la Força de la Policia Nacional és responsable de l'aplicació de la legislació. També hi ha la Força Mòbil Especial amb 1.500 membres, i la Guàrdia Costanera Nacional amb 500 membres, ambdós considerades com a unitats paramilitars. Ambdues unitats estan equipades amb armes lleugeres. | [ 60 ] [ 61 ] [ 62 ]               |
| Mònaco            | Va renunciar a la seva inversió general militar al segle xvii pel fet que l'avanç de la tecnologia artilleria l'havia fet indefens, però tot i així s'identifica per la tenència limitada de forces militars. Tot i que la defensa és responsabilitat de França, dues unitats militars petites es mantenen, una protegeix principalment al príncep i el poder judicial, mentre que l'altre és responsable de la defensa civil i extinció d'incendis. Ambdues unitats estan ben entrenadess i equipades amb armes lleugeres. A més dels militars, una policia nacional es armada es manté per a fins de seguretat interna. | [ 4 ] [ 63 ] [ 64 ] [ 65 ]         |
| Panamà            | Va abolir el seu Exèrcit en 1990, confirmat per un vot unànime parlamentari en el canvi constitucional el 1994. La força pública de Panamà, inclou a la Policia Nacional, el Servei Nacional de Fronteres, el Servei Nacional Aeronaval i el Servei de Protecció Institucional, que té algunes capacitats de guerra. | [ 66 ] [ 67 ] [ 68 ]               |
| Vanuatu           | La Força de Policia de Vanuatu manté una força paramilitar, anomenada Força Mòbil de Vanuatu per a fins de seguretat interna. Aquesta força està integrada per gairebé 300 homes i dones, que estan ben equipats amb armes lleugeres. | [ 69 ] [ 70 ] [ 71 ]               |
| Ciutat del Vaticà | Manté el Cos de Gendarmeria, de vigilància interna. La Guàrdia Suïssa és una unitat pertanyent a la Santa Seu, i no de l'Estat de la Ciutat del Vaticà. No hi ha un tractat de defensa amb Itàlia, ja que violaria la neutralitat del Vaticà, però de manera informal l'exèrcit italià protegeix la Ciutat del Vaticà. La Guàrdia Palatina i la Guàrdia Noble van ser abolides el 1970. | [ 72 ] [ 73 ] [ 74 ] [ 75 ]        |